# إس. باري بارنز
إس. باري بارنز (بالإنجليزية: S. Barry Barnes)‏ هو عالم اجتماع بريطاني، ولد في 27 مارس 1943.